# Anschlag im Thalys-Zug 9364

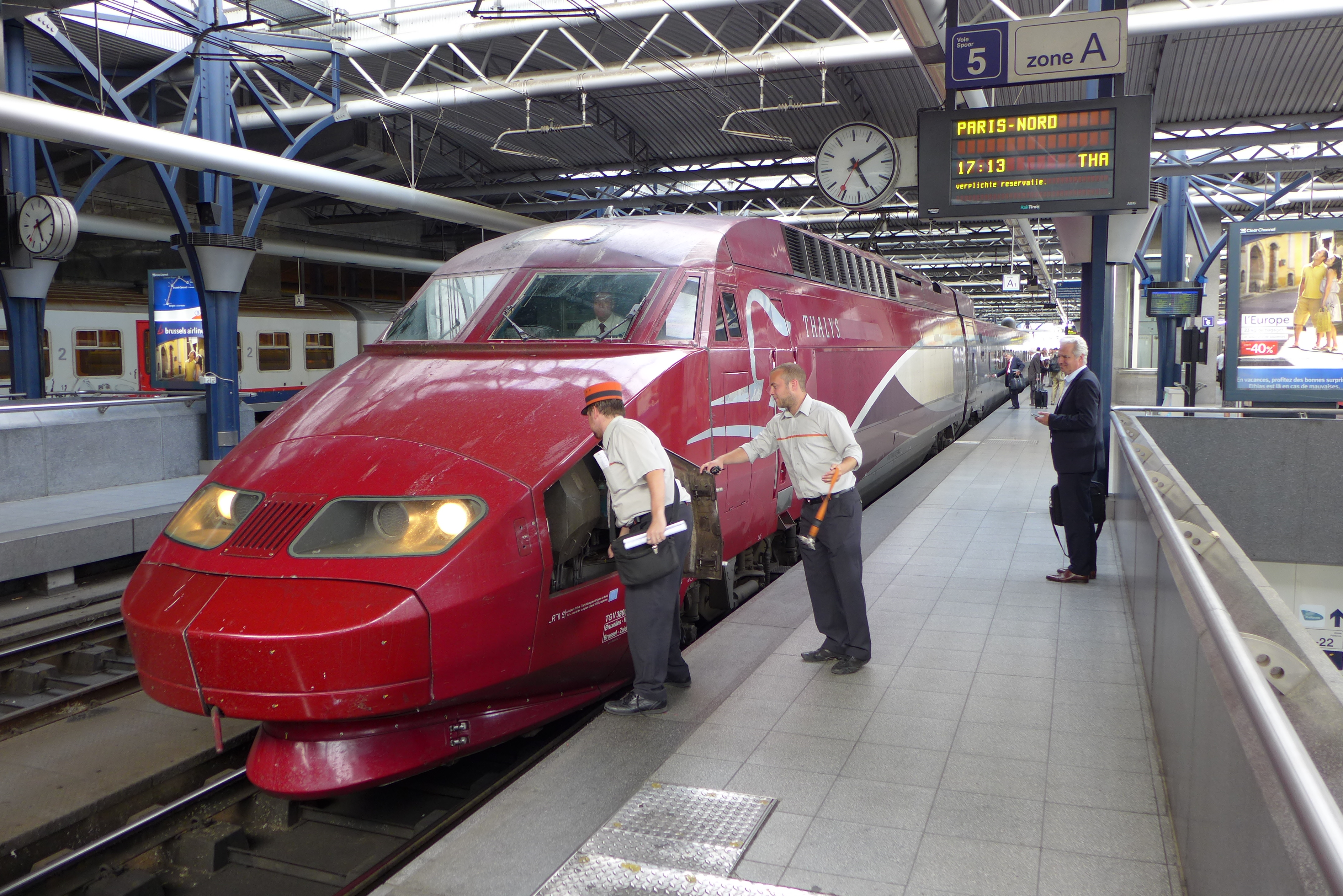
Thalys-Zug 9364 von Amsterdam nach Paris in Bruxelles-Midi (Juni 2014)

Im Thalys-Zug 9364 von Amsterdam nach Paris ereignete sich am Abend des 21. August 2015 im belgisch-französischen Grenzgebiet ein Anschlag, als der in Brüssel zugestiegene Attentäter Ayoub El Khazzani das Feuer auf andere Fahrgäste eröffnete. Er wurde rasch von mehreren Passagieren überwältigt. Mehrere Menschen wurden verletzt, darunter der Angreifer.

## Terrorlage in Frankreich vor dem Anschlag
Frankreich war in den Monaten zuvor wiederholt Ziel von Terroranschlägen oder -plänen mit islamistischem Hintergrund. Im Januar 2015 hatten drei Islamisten bei Anschlägen auf die Satirezeitung Charlie Hebdo und einen jüdischen Supermarkt in Paris 17 Menschen getötet. In der Region Paris galt seitdem die höchste Terrorwarnstufe (Plan Vigipirate). Im Juni 2015 enthauptete ein 35-Jähriger bei einem mutmaßlich islamistischen Anschlag nahe Lyon seinen Vorgesetzten und brachte in einer Industrieanlage Gasflaschen zur Explosion. Auch in diesem Fall soll es Verbindungen zur Miliz des IS in Syrien gegeben haben.

## Ablauf

Karte der Thalys-Verbindungen zum Zeitpunkt des Attentats

In Brüssel stieg der marokkanische Attentäter Ayoub El Khazzani in den Zug ein. Während der Fahrt von Belgien nach Frankreich suchte er die Bordtoilette in Wagen 12 auf und lud dort zwei Waffen: Eine Selbstladepistole vom Typ Luger sowie ein Sturmgewehr des Fabrikats Kalaschnikow. Für das Sturmgewehr führte er neun Magazine mit knapp 300 Schuss Munition mit, zudem befand er sich im Besitz eines Teppichmessers und einer Flasche mit brennbarer Flüssigkeit. Als er die Zugtoilette um etwa 18 Uhr verließ, gab er mindestens einen Schuss ab. Damien A., ein 28-jähriger Franzose, der anonym bleiben möchte, und der 51-jährige Sorbonne-Professor Mark Moogalian waren die Ersten, die sich dem Angriff widersetzten. Sie hatten den Attentäter vor der Schussabgabe als solchen wahrgenommen und versucht, ihn zu überwältigen. Moogalian wurde dabei im Hals getroffen.
Drei miteinander befreundete Passagiere, der US-Luftwaffensoldat Spencer Stone und Aleksander Skarlatos, Angehöriger der Nationalgarde von Oregon und der Student Anthony Sadler, stürzten sich dann auf den Attentäter und überwältigten ihn. Dabei verletzte der Attentäter den US-Soldaten Stone mit seinem Teppichmesser an Daumen, Nacken und Augenbraue. Die drei nahmen dem Angreifer die Pistole und das Sturmgewehr ab und schlugen ihn bewusstlos. Zusammen mit Chris Norman, einem britischen Geschäftsmann, fesselten sie ihn mithilfe der Krawatte eines Zugbegleiters. Norman wurde beim Überwältigen des Angreifers leicht verletzt.
Daraufhin kümmerte sich der durch das Messer verletzte Stone um Moogalian, der durch das Projektil am Hals verletzt war und viel Blut verlor. Ein kurz nach der Überwältigung aufgenommenes Video zeigt unter anderem den gefesselten Attentäter mit nacktem Oberkörper am Boden des Abteils liegend. Aleksander Skarlatos inspizierte den Rest des Zuges, um zu sehen, ob noch ein weiterer Attentäter anwesend war. Dabei nahm er die Kalaschnikow des Angreifers mit, um einen möglichen zweiten Angreifer „ausschalten“ zu können. Als er wieder im Wagen 12 ankam, bemerkte er, dass die Waffe zu dem Zeitpunkt nicht funktionsfähig war, da der Verschluss klemmte. Auch die Pistole war nicht schussbereit, da das Magazin entweder nicht richtig oder gar nicht eingesetzt war.
Der Zug wurde danach ins französische Arras umgeleitet, wo die Verletzten ins Krankenhaus gebracht wurden und die Polizei den Attentäter festnahm. Später am Abend wurden die Passagiere nach Paris gebracht.

## Ermittlungen und Strafprozess
Erste Ermittlungen ergaben, dass Ayoub El Khazzani zur Tatzeit 26 Jahre alt und marokkanischer Abstammung sowie geheimdienstbekannt war. Er habe eine Zeit in Spanien gewohnt und sei kurz vor der Tat gereist. Er soll vom spanischen Geheimdienst beobachtet worden sein. Diese Information lag auch den französischen Sicherheitsbehörden vor.
Ayoub El Khazzani ließ zunächst zwei Tage nach der Tat über seine Anwältin mitteilen, dass er die Mitreisenden lediglich berauben wollte und jeden Terrorverdacht zurückweise. Das Sturmgewehr und die neun Magazine habe er in einem Koffer in dem Brüsseler Park gefunden, in dem er für gewöhnlich übernachtete.
Später erklärte er nach Angaben der Presseagentur AFP vor Ermittlern, dass Abdelhamid Abaaoud, der Organisator der Terroranschläge am 13. November 2015 in Paris, ihn angewiesen habe, die Tat zu begehen. Abaaoud habe, so El Khazzani im Strafprozess, ihn auch im Mai 2015 in Syrien in die Benutzung von Waffen eingewiesen, und mit ihm sei er im August desselben Jahres heimlich nach Europa zurückgekehrt. Den Ermittlern hatte er allerdings nach seiner Festnahme verschwiegen, dass Abaaoud sich wieder in Brüssel aufhielt und nicht, wie diese vermuteten, immer noch in Syrien. El Khazzani bestritt, von den Pariser Anschlägen im Vorfeld Kenntnis gehabt zu haben.
Am 16. November 2020 begann in Frankreich der Prozess gegen den Haupttäter und drei mutmaßlicher Helfer. Ayoub El Khazzani wurde wegen versuchten Mordes als Teil einer terroristischen Unternehmung sowie Verschwörung zu terroristischen Verbrechen angeklagt. Die Mitangeklagten Bilal C., Mohamed B. und Redouane S. wurden wegen Mitgliedschaft in einer terroristischen Vereinigung und Beihilfe zu versuchtem Mord angeklagt.
Am 17. Dezember 2020 wurde El Khazzani zu lebenslanger Haft verurteilt; die Mitangeklagten erhielten Haftstrafen von 7 bis 27 Jahren. Am 8. Dezember 2022 bestätigte ein Schwurgericht als Berufungsinstanz die lebenslange Haftstrafe gegen El Khazzani mit einer Mindestverbüßungsdauer von 22 Jahren und einem anschließenden unbefristeten Aufenthaltsverbot in Frankreich. Das Gericht folgte damit dem Antrag der Staatsanwaltschaft.

## Reaktionen

### Politische Maßnahmen
Etwas mehr als eine Woche nach dem Thalys-Vorfall beschlossen eine Reihe von EU-Innen- und -verkehrsministern in Paris die Verschärfung der Überwachungsmaßnahmen im grenzüberschreitenden europäischen Zugverkehr.[veraltet]

### Ehrungen der eingreifenden Passagiere

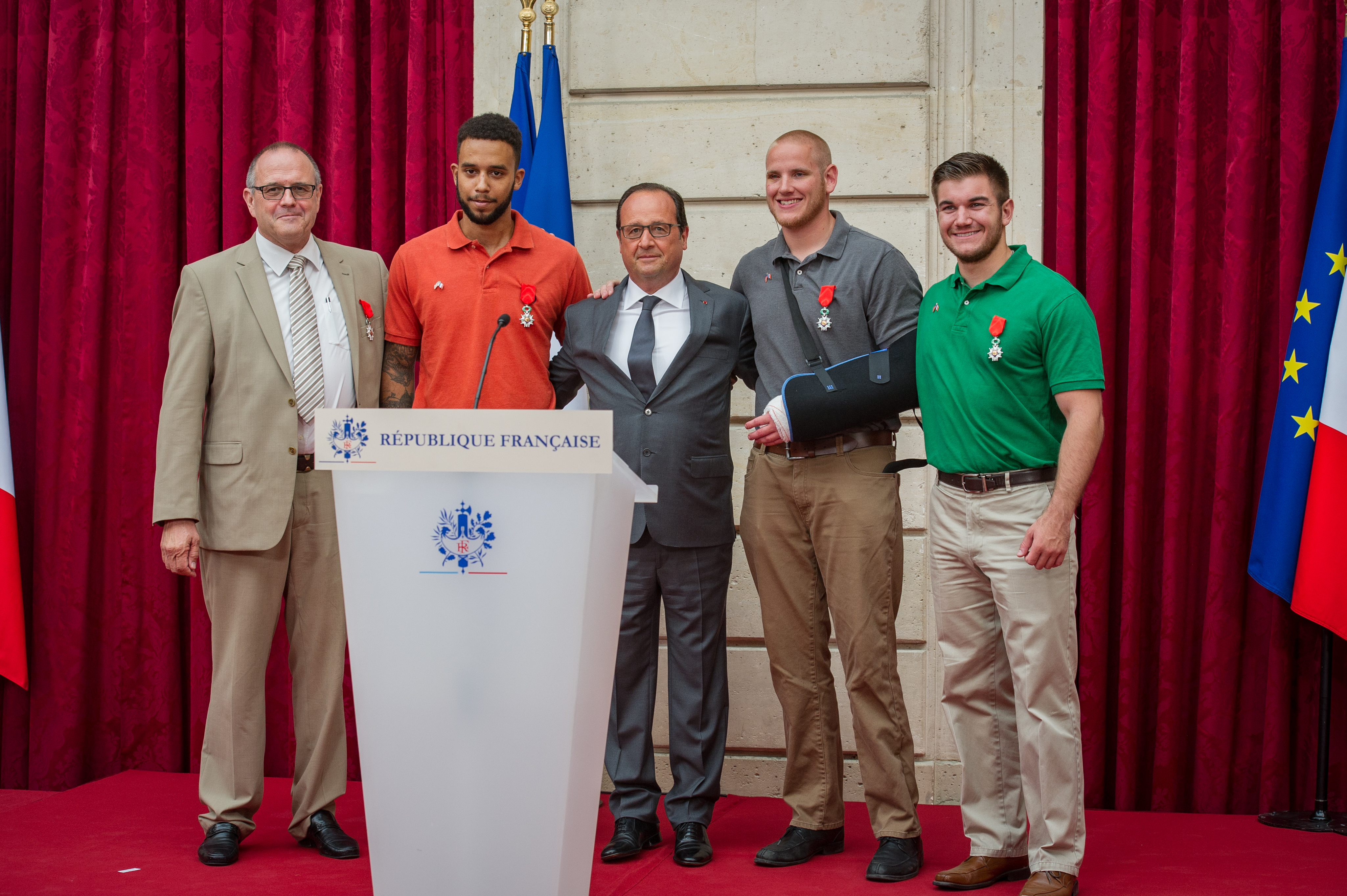
Chris Norman, Anthony Sadler, Präsident Hollande, Spencer Stone und Alek Skarlatos nach der Verleihung der Orden der Ehrenlegion im Élysée-Palast am 24. August 2015

US-Präsident Barack Obama lobte, die Passagiere hätten mit ihren „heldenhaften Taten“ eine weitaus schlimmere Tragödie verhindert. NATO-Oberbefehlshaber Philip M. Breedlove zeigte sich „extrem stolz“ auf die beteiligten Militärs. Frankreichs Staatschef François Hollande lud sie für die kommenden Tage in den Élysée-Palast ein, während französische Medien ihnen bereits den Ehrentitel „Helden des Thalys“ verliehen. Am Abend des 21. August 2015, während sich Stone noch im Krankenhaus befand, wurden den anderen drei Rettern, Skarlatos, Sadler und Norman, in Arras vom Bürgermeister Frédéric Leturque Medaillen der Stadt überreicht. Am nächsten Tag wurde Stone aus der Klinik in Lesquin entlassen. Er musste am Daumen operiert werden, der durch die Messerattacke schwer verletzt worden war.
Am 24. August 2015 erhielten die Hauptakteure bei der Überwältigung des Attentäters – die drei Amerikaner Skarlatos, Sadler und Stone sowie der Brite Norman – den Orden der Legion d’Honneur aus den Händen von Präsident François Hollande.
Die Vorgänge wurden von Regisseur Clint Eastwood im Film 15:17 to Paris aufgearbeitet, der 2018 erschien. Stone, Skarlatos und Sadler spielen sich darin selbst.
Am 31. Januar 2019 verlieh der französische Generalkonsul in San Francisco, Emmanuel Lebrun-Damiens, den drei US-Bürgern Anthony Sadler, Alek Skarlatos und Spencer Stone in Sacramento die französische Staatsbürgerschaft. Die US-Bürger hatten um die französische Staatsbürgerschaft gebeten. Bereits im September 2018 wurde ihre Einbürgerung im französischen Amtsblatt veröffentlicht.